# Christoph Hartung von Hartungen (Historiker)
Christoph Hartung von Hartungen (* 9. Jänner 1955 in Brixen; † 23. Februar 2013 in Pflersch; nach familieninterner Zählung Christoph VII.) war ein italienischer, deutschsprachiger Historiker aus Südtirol.

## Leben
Hartung von Hartungen wuchs in Barbian und Seis auf und besuchte das Franziskanergymnasium Bozen. Anschließend studierte er Germanistik und Geschichte an der Universität Innsbruck. 1985 promovierte er mit einer von Gerhard Oberkofler betreuten sozialgeschichtlichen Dissertation über Menschen und Institutionen im Tirol des Vormärz. Er arbeitete von 1989 bis zu seinem Tod als Lehrer für Geschichte am Humanistischen Gymnasium Walther von der Vogelweide in Bozen und war als Referent in der Erwachsenen- und Lehrerfortbildung tätig. Seine wissenschaftlichen Arbeitsschwerpunkte lagen im Bereich Tiroler Geschichte und Südtiroler Zeitgeschichte.
Politisch engagierte sich Hartung von Hartungen zunächst in der Südtiroler Hochschülerschaft und der Sozialdemokratischen Partei Südtirols, von 2000 bis 2005 war er für die Südtiroler Grünen Mitglied des Bozner Gemeinderats. Von 2006 bis 2013 war er Vorsitzender der deutschen Abteilung des Südtiroler Landesschulrats.
Christoph Hartung von Hartungen starb während eines Rodelausflugs in Ladurns (Pflersch, Gemeinde Brenner) am 23. Februar 2013. 2014 wurde ihm – gemeinsam mit der ebenfalls früh verstorbenen Südtiroler Historikerin Veronika Mittermair – eine zeithistorische Publikation dediziert.

## Publikationen (Auswahl)
- mit Günther Pallaver (Hrsg.): Michael Gaismair und seine Zeit. Gaismair-Tage 1982. Cierre, Bozen-Innsbruck 1983.
- mit Reinhold Staffler: Geschichte Südtirols. Das 20. Jahrhundert: Materialien, Texte, Quellen, Dokumente. Jugendkollektiv Lana, Lana 1985.
- mit Günther Pallaver (Hrsg.): Arbeiterbewegung und Sozialismus in Tirol. Gaismair-Tage 1983. Cierre, Bozen-Innsbruck 1986.
- mit Günther Pallaver (Hrsg.): Die Täuferbewegung. Zum 450. Todestag des Begründers der "Hutterer" Jakob Huter (1536–1986). Gaismair-Tage 1986. Praxis 3, Bozen 1989.
- mit Sergio Benvenuti (Hrsg.): Ettore Tolomei (1865–1952). Un nazionalista di confine. Die Grenzen des Nationalismus. Fondazione Museo storico del Trentino, Trient 1998.
- Demokratie und Erinnerung: Südtirol – Österreich – Italien. Festschrift für Leopold Steurer zum 60. Geburtstag. StudienVerlag, Bozen-Innsbruck-Wien 2006, ISBN 3-7065-4252-8.
- mit Alois Sparber (Hrsg.): Josef Noldin: sein Einsatz – sein Opfermut – sein Nachwirken. Athesia, Bozen 2009, ISBN 978-88-8266-619-4.